# Orazio Cambiaso

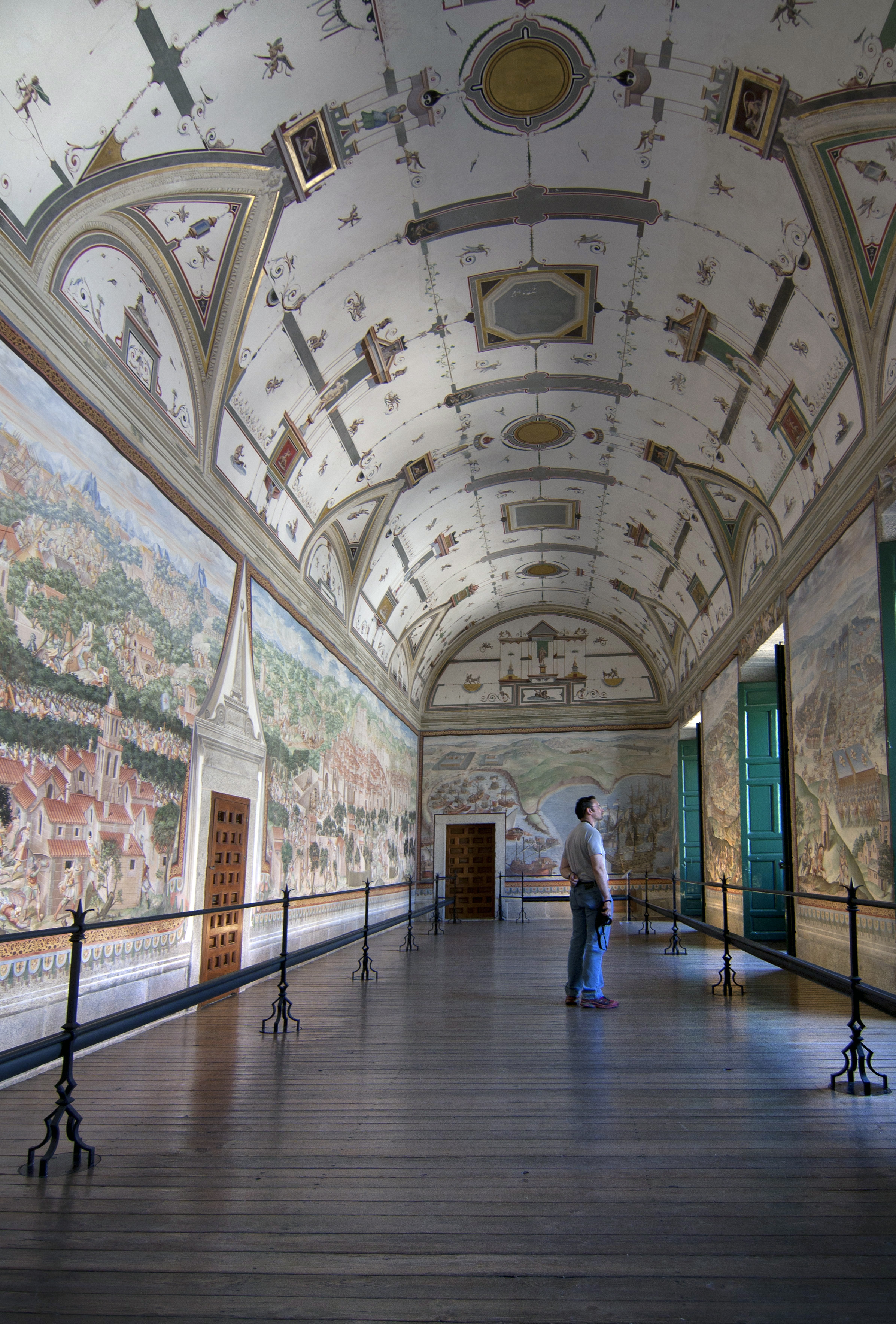
Sala de batallas del Monasterio de El Escorial. Decoración al fresco realizada entre 1585 y 1591 por un equipo de pintores encabezado por Niccolò Granello.

Horacio u Orazio Cambiaso fue un pintor genovés activo entre 1583 y 1589 en las decoraciones al fresco del Monasterio de El Escorial, al que llegó acompañando a su padre, Luca Cambiaso.

## Biografía
De Orazio Cambiaso apenas se tienen más noticias que las relacionadas con sus trabajos en el Monasterio de El Escorial, al que llegó en 1583. En diciembre de 1584 recibió el encargo de Felipe II de la pintura al fresco de la larga bóveda de cañón de la llamada Sala de las batallas, junto con Niccolò Granello, Fabrizio Castello y Lazzaro Tavarone. En julio de 1585 los cuatro pintores habían concluido la pintura de la bóveda con un repertorio de grutescos inspirados en los modelos de Perino del Vaga, por los que cobraron la no desdeñable cantidad de 250 ducados cada uno.
Dos meses más tarde recibió treinta ducados por «un dibuxo que hizo de la pintura y batalla de la Higueruela para la galería de su Magestad». La pintura citada era un lienzo de grandes dimensiones hallado en una arca vieja en una torre del Alcázar de Segovia, donde en grisalla se encontraba representada la batalla de La Higueruela, librada en 1431 entre las tropas castellanas y las nazaríes. El mismo equipo contrató en septiembre de 1585 la pintura de las bóvedas de las salas capitulares y en enero de 1587 la pintura del enorme lienzo de la batalla de La Higueruela trasladado al fresco y coloreado en uno de los muros de la Sala de las batallas, tarea en la que trabajaron hasta septiembre de 1589. Es probable que retornase de inmediato a Italia, pues el contrato para la continuación de las labores decorativas con nuevas escenas de batallas, firmado en febrero de 1590, fue suscrito por Granello, Castello y Tavarone ya sin Cambiaso, a quien no se vuelve a citar en la documentación escurialense.
En Génova tuvo como discípulo a Giovanni Andrea Ansaldo.